# Embalenhle
Embalenhle ist ein Township in der Gemeinde Govan Mbeki in der Provinz Mpumalanga in Südafrika. Bei der Volkszählung 2011 hatte Embalenhle 118.889 Einwohner und liegt damit derzeit auf Rang 20 der größten Städte Südafrikas. Die Bevölkerung spricht zu etwa 50 % Zulu sowie zu je etwa 10 % Xhosa und Sesotho.
Der Township wurde im Rahmen der Rassentrennungspolitik Südafrikas für die schwarzen Arbeiter, die für den Kohleabbau in der Region gebraucht wurden, gegründet, weswegen diese auch heute noch einen Bevölkerungsanteil von 99 % ausmachen.